# Gao Jing
Gao Jing (n. 18 septembrie 1975, Tianjin, Republica Populară Chineză) este o trăgătoare de tir ce a reprezentat Republica Populară Chineză, medaliată olimpică. A participat la o ediție a Jocurilor Olimpice (2000) în care a câștigat o medalie de bronz.